# 星雲天空
星雲天空（日语：セイウンスカイ，也譯：青雲天空），是日本純種競賽馬匹。生涯活躍於中長途賽事，曾勝出1998年皋月賞及菊花賞，因其戰績優秀而被譽爲98黃金世代之一。

## 出賽前
1995年4月26日出生於北海道鵡川町（今新鵡川町）西山牧場，所有權直接歸於牧場負責人西山正行旗下。
其後交由美浦訓練中心練馬師保田一隆訓練。

## 競賽生涯

### 4歲（現3歲）
1998年1月5日出戰中山競馬場4歲新馬戰，由德吉孝士策騎，雖然處於最外檔的16檔，但仍然於比賽初段積極搶奪先頭位置於第三推進。通過第三彎道後取得領先，進入直路後繼續加速保持優勢，最終以6馬位的巨大優勢取得首勝。
其後出戰公開賽青年盃，比賽開始後隨即於隊伍最前方領放，一路帶領馬群進入直路。進入直路後，其勢頭不減且腳程未見疲倦，最終跑出全場最快末腳之下拋離第二名5馬位獲勝。
3月8日出戰彌生賞，雖然於比賽途中成功展開領放戰術，但於最後彎道上斜的時候開始乏力，最終被特別週超越以1/2馬位差距落敗得第二。
4月19日出戰皋月賞，改由橫山典弘策騎，賽前以5.4倍數獨贏賠率僅次特別週成爲第二人氣。比賽開始後，由於前方的Koei Tenkaichi以更快的速度搶佔領放位置，因而星雲天空選擇於第二的位置追趕，兩駒慢放之下以60.4秒的較慢步速通過前1000米之標示。通過第四彎道時，由於前方的Koei Tenkaichi開始失速，其成功展現優秀的反映力進佔第一的位置，進入直路後隨即衝刺保持自身領先的優勢，最終成功壓制後方特別週及帝皇光輝的追擊以1/2馬位優勢取得首個一級賽冠軍。陣營方面，本次勝利爲馬主西山正行帶來首個雄馬經典賽冠軍，亦爲騎師橫山帶來首個經典賽優勝及爲練馬師保田一隆贏得首個一級賽頭銜。
然而由於其在皋月賞賽前表現出入閘遲疑，因而被日本中央競馬會勒令進行入閘測試，所幸其最終成功一次通過，得以繼續出賽。
6月7日出戰東京優駿（日本打吡），成爲計特別週及帝皇光輝後的第三人氣。比賽開始後，前方由其和帝皇光輝帶出，兩駒於前方帶領馬群體逐步推進。進入直路後，其一度超越帝皇光輝取得領先，然而此時後方的賽駒開始殺到，其因未能保持自身速度開始力弱，最終被特別週、Bold Emperor及Daiwa Superior超越以第四完賽。
放草過後以京都大賞典作爲秋季首戰，爲其首次和年長馬匹對決。由於對手之中有目白光明、黃金旅程及御用律師等強敵，因而其僅獲第四人氣。比賽開始後，其選擇繼續領放，於比賽初段以凌厲的姿態衝刺拋離對手，但於通過第三彎時刻意放慢速度等待時機，進入直路後隨即二段加速再次拋離對手，最終以頸位壓過第二的目白光明獲得冠軍。
11月8日出戰菊花賞，其以4.3倍的獨贏賠率獲得第二人氣。比賽開始後，其率先搶佔位置領放，以59.6秒的較快步速通過頭1000米。然而其後其再度如京都大賞典一般放慢速度，以64.3秒的超慢步速帶領馬群通過中間的1000米。通過第三彎度後，其於下斜的位置再度加速，最終以一放到底的姿態贏得冠軍，不但爲時間38年後再次有馬匹以領放戰術奪得菊花賞，其所跑出的時間3分3.2秒亦打破當時的3000米賽道紀錄。
12月27日出戰有馬紀念，雖然比賽初段於內欄位置領放，但受到狀態較差的賽道之影響，其最終未能發揮自身實力而以第四落敗。

### 5歲（現4歲）
1999年年初馬主名義更改，由西山正行個人擁有改爲註冊於西山牧場旗下。
3月28日以日經賞爲首戰，比賽途中一直處於第二的位置，通過第三彎道後衝出並一直保持優勢，最終以5馬位拋離第二的Seiun Area。
其後出戰春季天皇賞，雖然比賽途中以平穩的節奏於前方領放，但於最後直路未能抵擋後方特別週及目白光明的追擊而僅獲第三。
短暫放草過後出戰夏季之札幌紀念，本次比賽騎師橫山決定放棄領放戰術，決定指揮星雲天空於後方位置等待時機。通過第三彎道後，其隨即加速衝出，並於直路上不斷衝刺，最終以1/2馬位壓過同期的二冠雌馬Phalaenopsis取得冠軍。
10月31日出戰秋季天皇賞，由於入閘前和大和德州有些微接觸，導致其未能順利入閘，擾攘大約5分鐘過後才成功進入閘箱內部。然而受到此事件影響，其於比賽途中未能發揮過往表現，最終毫無亮點之下以第五完賽。
賽後由於日本中央中央競馬會認爲其屢次發生入閘不順事件，其脾氣問題經已非常嚴重，因而判處其停賽一個月的懲罰。以此時其亦被檢查出腳部患有肌腱炎，需要長期休養下直接跳過了6歲（現5歲）生涯。

### 6歲[a]
2001年4月29日於春季天皇賞復出，比賽初段和Tagajo Noble以並肩的姿態一同領放，跑出前1000米58.3秒的超高步速。然而通過第三彎道時候，其將領先位置讓予對方，而自身則開始逐漸失速，最終失速沉底之下以包尾完賽。
其後因春季天皇賞之大敗避戰寶塚紀念，放草途中被發現橈骨有疼痛跡象，陣營考慮過後宣佈安排利退役，並於8月19日在札幌競馬場舉行退役儀式。

### 詳細賽績
| 日期       | 舉辦國家 | 馬場 | 距離   | 級別 | 賽事名稱   | 負重 | 騎師     | 馬號 | 出馬 | 名次 | 時間   | 頭馬（二馬）     |
| ---------- | -------- | ---- | ------ | ---- | ---------- | ---- | -------- | ---- | ---- | ---- | ------ | ---------------- |
| 5/1/1998   | 日本     | 中山 | 草1600 |      | 4歲新馬    | 55   | 德吉孝士 | 16   | 16   | 1    | 1:36.7 | （Meine Carol）  |
| 25/1/1998  | 日本     | 中山 | 草2000 | OP   | 青年盃     | 55   | 德吉孝士 | 2    | 11   | 1    | 2:03.5 | Mega Hit         |
| 8/3/1998   | 日本     | 中山 | 草2000 | GII  | 彌生賞     | 55   | 德吉孝士 | 10   | 13   | 2    | 2:01.9 | 特別週           |
| 19/4/1998  | 日本     | 中山 | 草2000 | GI   | 皋月賞     | 57   | 横山典弘 | 3    | 18   | 1    | 2:01.3 | （帝皇光輝）     |
| 7/6/1998   | 日本     | 東京 | 草2400 | GI   | 東京優駿   | 57   | 横山典弘 | 12   | 18   | 4    | 2:26.8 | 特別週           |
| 11/10/1998 | 日本     | 京都 | 草2400 | GII  | 京都大賞典 | 57   | 横山典弘 | 1    | 7    | 1    | 2:25.6 | （目白光明）     |
| 8/11/1998  | 日本     | 京都 | 草3000 | GI   | 菊花賞     | 57   | 横山典弘 | 4    | 17   | 1    | 3:03.2 | （特別週）       |
| 27/12/1998 | 日本     | 中山 | 草2500 | GI   | 有馬紀念   | 55   | 横山典弘 | 11   | 16   | 4    | 2:32.7 | 草上飛           |
| 28/3/1999  | 日本     | 中山 | 草2500 | GII  | 日經賞     | 58   | 横山典弘 | 7    | 13   | 1    | 2:35.3 | （Seiun Area）   |
| 2/5/1999   | 日本     | 京都 | 草3200 | GI   | 春季天皇賞 | 58   | 横山典弘 | 8    | 12   | 3    | 3:15.8 | 特別週           |
| 22/8/1999  | 日本     | 札幌 | 草2000 | GII  | 札幌紀念   | 59   | 横山典弘 | 3    | 10   | 1    | 2:00.1 | （Phalaenopsis） |
| 31/10/1999 | 日本     | 東京 | 草2000 | GI   | 秋季天皇賞 | 58   | 横山典弘 | 7    | 17   | 5    | 1:58.3 | 特別週           |
| 29/4/2001  | 日本     | 京都 | 草3200 | GI   | 春季天皇賞 | 58   | 横山典弘 | 6    | 12   | 12   | 3:32.0 | 好歌劇           |

a 由2001年開始，日本跟隨國際馬齡顯示標準，以實歲標記馬匹

## 退役後
退役後，星雲天空成爲了配種馬，於北海道靜內町（今新日高町）Arrow Stud休養，在2002年進行配種。首批子嗣於2003年出生。首批子嗣可於2005年出賽。
2007年12月9日被轉移至北海道鵡川町西山牧場繼續進行配種。
2011年8月16日，其於馬房內突然站立，因頭部重擊天花板引發心臟病死亡，享年16歲。

## 血統簡介
父系Sheriff's Star爲英國賽駒，生涯戰績優秀，曾勝出一級賽加冕盃及聖格盧大賽。祖父Posse爲美國生產的英國賽駒，生涯戰績不俗，曾勝出一級賽薩塞克斯錦標及二級賽聖詹姆士皇宮錦標。
母系Sister Mill爲日本馬匹，生涯無出賽紀錄。外祖父Mill George爲美國賽駒，生涯戰績不佳僅得兩勝，但退役後配種成績優秀，如後代之中有1990年寶塚紀念冠軍Osaichi George。

### 血統表
| 父線：Hyperion系（Gainborough系）                 |                              |                |                 |
| 種馬 Sheriff's Star 1985年（灰色）                | Posse 1977年（栗色）         | Forli          | Aristophanes    |
| 種馬 Sheriff's Star 1985年（灰色）                | Posse 1977年（栗色）         | Forli          | Trevisa         |
| 種馬 Sheriff's Star 1985年（灰色）                | Posse 1977年（栗色）         | In Hot Pursuit | 勇者帝王        |
| 種馬 Sheriff's Star 1985年（灰色）                | Posse 1977年（栗色）         | In Hot Pursuit | Lady be Good    |
| 種馬 Sheriff's Star 1985年（灰色）                | Castle Moon 1975年（灰色）   | Kalamoun       | Zeddaan         |
| 種馬 Sheriff's Star 1985年（灰色）                | Castle Moon 1975年（灰色）   | Kalamoun       | Khairunissa     |
| 種馬 Sheriff's Star 1985年（灰色）                | Castle Moon 1975年（灰色）   | Fotheringay    | Right Royal     |
| 種馬 Sheriff's Star 1985年（灰色）                | Castle Moon 1975年（灰色）   | Fotheringay    | La Fresnes      |
| 繁殖雌馬 Sister Mill 1990年（栗色）               | Mill George 1975年（棗色）   | 水車礁石       | Never Bend      |
| 繁殖雌馬 Sister Mill 1990年（栗色）               | Mill George 1975年（棗色）   | 水車礁石       | Milan Mill      |
| 繁殖雌馬 Sister Mill 1990年（栗色）               | Mill George 1975年（棗色）   | Miss Charisma  | Ragusa          |
| 繁殖雌馬 Sister Mill 1990年（栗色）               | Mill George 1975年（棗色）   | Miss Charisma  | Matatina        |
| 繁殖雌馬 Sister Mill 1990年（栗色）               | Sweet Anjurer 1985年（棗色） | Mogami         | Lyphard         |
| 繁殖雌馬 Sister Mill 1990年（栗色）               | Sweet Anjurer 1985年（棗色） | Mogami         | No Luck         |
| 繁殖雌馬 Sister Mill 1990年（栗色）               | Sweet Anjurer 1985年（棗色） | Angelet Sweet  | Colonel Symboli |
| 繁殖雌馬 Sister Mill 1990年（栗色）               | Sweet Anjurer 1985年（棗色） | Angelet Sweet  | Sweet France    |
| 雌系：號族：23-b                                  |                              |                |                 |
| 五代內近親交配：Nasrullah 5×5、Grey Sovereign 5×5 |                              |                |                 |

## 命名由來
名字中，Seiun（セイウン）是西山正行之冠名，於日語中可轉寫为漢字「星雲」或「青雲」，Sky（スカイ）即是天空的意思。

## 外部連結
- 星雲天空 netkeiba.com （页面存档备份，存于）
- 血統表 （页面存档备份，存于）